# Sicut dudum

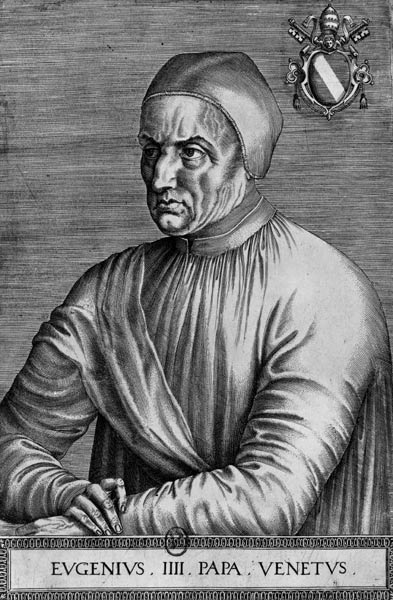
Papež Evžen IV.

Sicut dudum je název encykliky vydané papežem Evženem IV. ve Florencii 13. ledna, 1435 ohledně zotročování černých domorodců na Kanárských ostrovech španělskými obchodníky s otroky. Španělé nicméně ignorovali papeže a tvrdili, že domorodí černoši nejsou lidé ale pouze druh zvěře. Papež Evžen IV. jednoznačně v encyklice hlásal, že černí domorodci jsou lidé, bytosti s rozumem a duší a odsoudil jakoukoli myšlenku, která obhajuje otroctví, a označil ji za blud. Neuposlechnutí jeho příkazu osvobodit všechny otroky znamenalo exkomunikaci. Jde o první dokument v dějinách lidstva, který otroctví odsoudil.

## Úvod
V úvodu encykliky papež odkazuje na biskupa Ferdinanda z Rubiconu, který zastupoval obyvatele Kanárských ostrovů a jenž poslal papeži posly s tím, že kvůli slabé vládě dokonce i někteří křesťané zajímají domorodce, a to muže i ženy, využívajíce přitom jejich jednoduchosti a neschopnosti obrany.

## Zotročování
Někteří z těchto zajatců bez ohledu na to jejich vyznání jsou pak prodáni do otroctví, je s nimi pak obchodováno (cit.: ďábelské smlouvy). Takový způsob jednání s člověkem je podle biskupa chybný a odůvodňování takového jednání je věroučným bludem.

## Zrušení otroctví
Papež nařizuje každému, aby do 15 dnů od vydání této encykliky, byli všichni otroci osvobozeni. Tito lidé jsou zcela a navždy svobodní. Kdo by toto neučinil, bude automaticky exkomunikován bez dalšího. Exkomunikován bude i ten, kdo by nadále člověka zajímal pro otroctví, zotročoval nebo s ním obchodoval.

## Další vývoj
Nástupci Evžena IV. však mnohdy vydávali dokumenty, které byly v rozporu s jeho encyklikou. Tak již v roce 1452 vydal papež Mikuláš V. bulu Dum Diversas a později v roce 1455 bulu Romanus Pontifex; obě buly potvrzovaly portugalské nároky na země, které objeví, a také potvrzovaly, že Evropané mohou zotročit všechny Saracény a pohany, kteří se v těch zemích vyskytují. Papež František uvedl v roce 2023 bulu Dum Diversas jako příklad papežského dokumentu, který nelze ve stávající podobě opakovat, protože byl kulturně podmíněn a toleroval otroctví.